# IC 3226
IC 3226 је двојна звијезда у сазвјежђу Береникина коса која се налази на листи објеката дубоког неба у Индекс каталогу.
Деклинација објекта је + 26° 3' 54" а ректасцензија 12h 22m 34,6s.